# Języki pluricentryczne
Języki pluricentryczne, inaczej: języki policentryczne (w odróżnieniu od języków monocentrycznych) – języki mające kilka (lub więcej niż kilka) skodyfikowanych (ujętych w osobnych słownikach, czasem też opracowaniach gramatyki) standardowych odmian, które najczęściej występują w różnych krajach.
Przykładem języka pluricentrycznego jest język niemiecki – używany w Niemczech, w Austrii i Szwajcarii.  Nie należą do tej kategorii niemieckie warianty językowe o mniejszym zasięgu: w Belgii, Luksemburgu, Liechtensteinie, we Włoszech, które nie są skodyfikowane leksykograficznie. Mnogość ośrodków języka standardowego powinno się odróżnić od zróżnicowania dialektalnego, ugruntowanego regionalnie i niewynikającego ze starań o standaryzację i kodyfikację odmian narodowych.
Inne przykłady języków pluricentrycznych (policentrycznych): język angielski – używany m.in. na terenie Wielkiej Brytanii, USA, Kanady, Australii, Nowej Zelandii, Irlandii; język francuski (Francja, Kanada, niektóre kraje w Afryce); a również język hiszpański, portugalski, arabski i in. Do języków pluricentrycznych należy też standardowy język malajski (używany głównie w Malezji, Brunei i Indonezji), przy czym jego nazewnictwo jest silnie związane ze względami narodowymi – w Indonezji jest nazywany indonezyjskim, a w Malezji bywa określany jako język malezyjski.
Poszczególne narodowe odmiany języka pluricentrycznego wykazują określone różnice, głównie w zakresie słownictwa. W odmianach narodowych występują także różnice gramatyczne, lecz tego typu zróżnicowanie może być słabiej zaznaczone. Odrębności leksykalne i gramatyczne na poziomie odmian narodowych (np. w przypadku języka malajskiego) można trafniej powiązać z kształtowaniem się różnych preferencji językowych i uwarunkowań zewnętrznych aniżeli z diametralnymi różnicami w zakresie systemu językowego.
Temat różnych odmian języka nie jest bez znaczenia dla nauki danego języka jako języka obcego. Przynajmniej na poziomie zaawansowanym należałoby go uwzględnić zarówno w materiałach do nauki języka, w tym w słownikach dwujęzycznych, jak i w samym toku nauczania.